# Hypolimnas albiplaga
Hypolimnas albiplaga är en fjärilsart som beskrevs av Johannes Karl Max Röber. Hypolimnas albiplaga ingår i släktet Hypolimnas och familjen praktfjärilar. Inga underarter finns listade i Catalogue of Life.